# جدار ساند

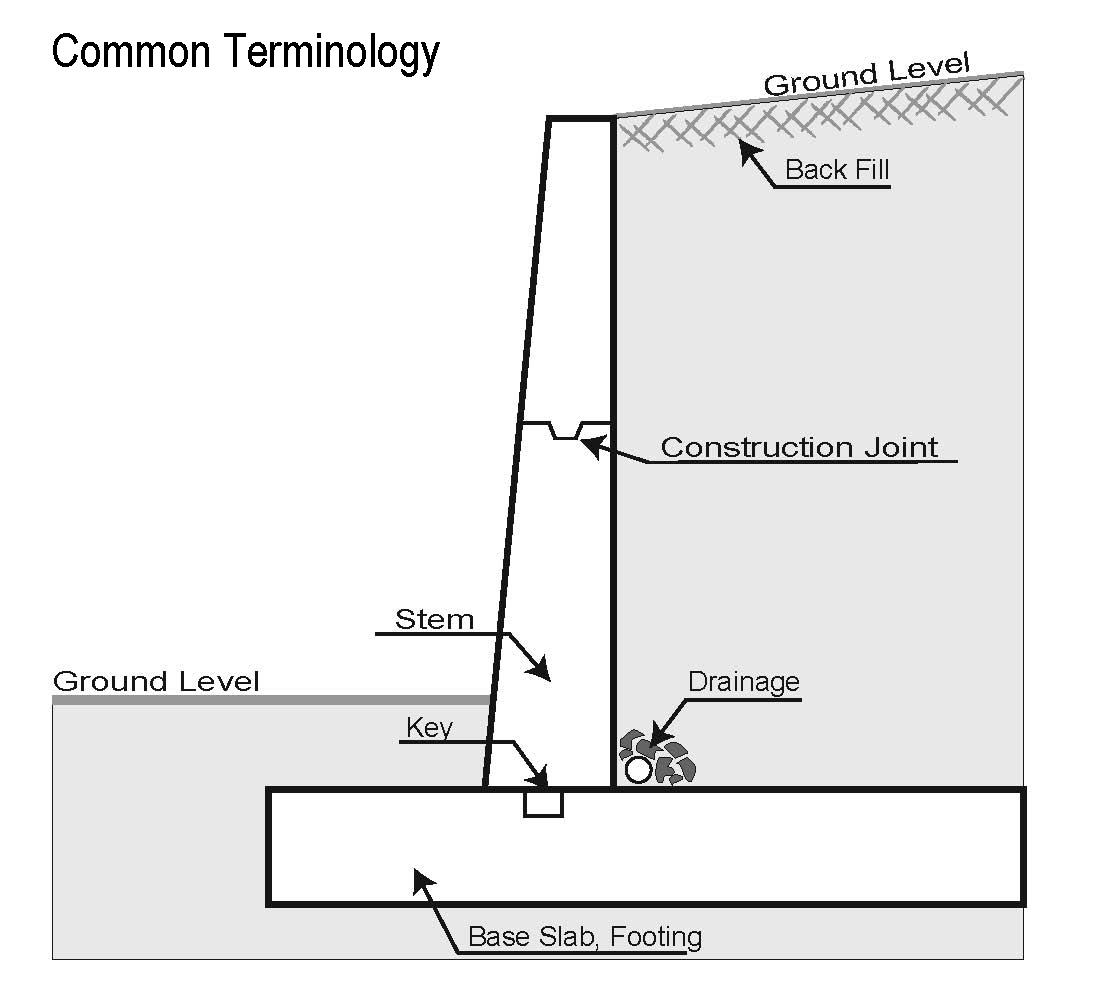
مقطع في جدار استنادي.

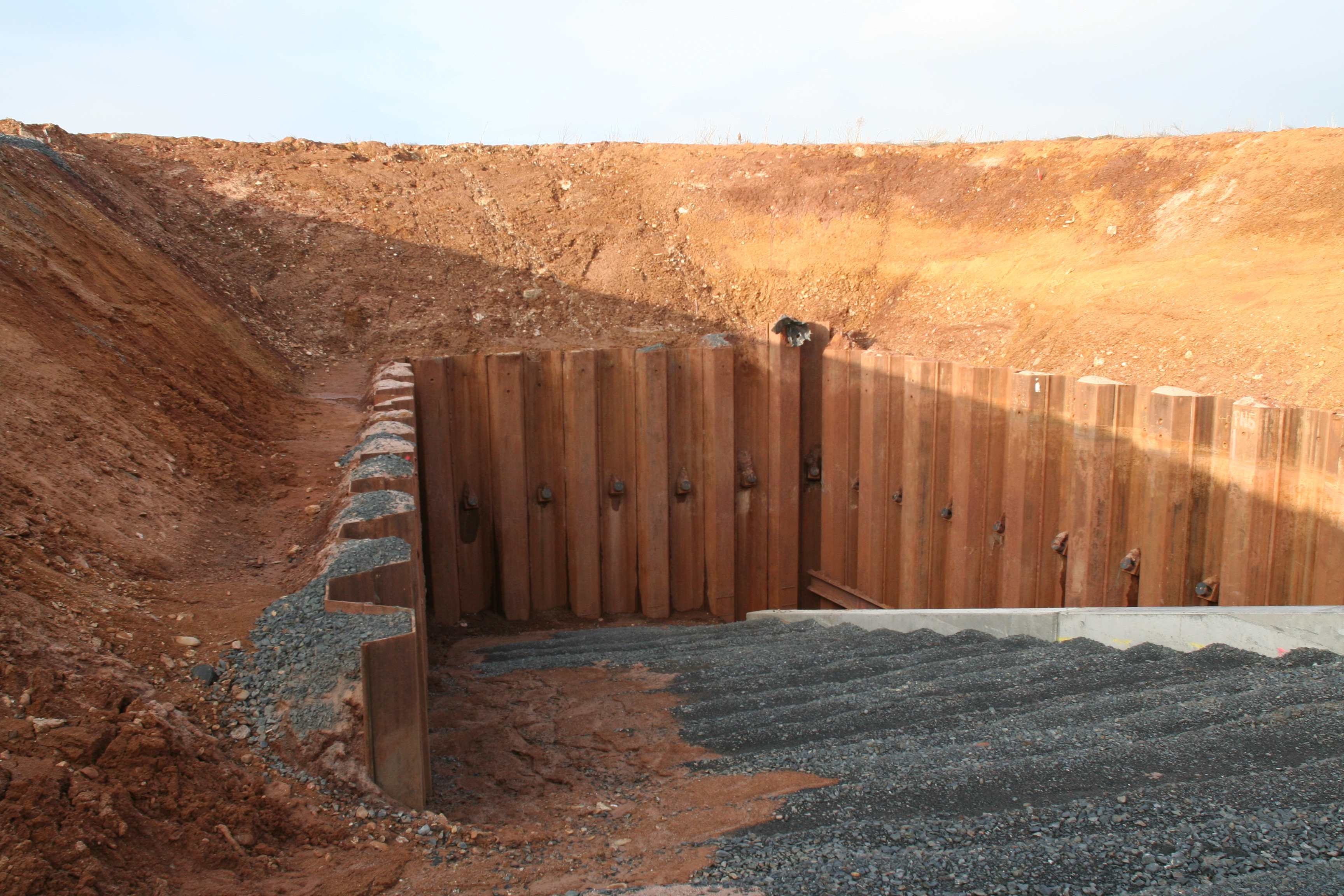
جدار استنادي (Sheet piling).

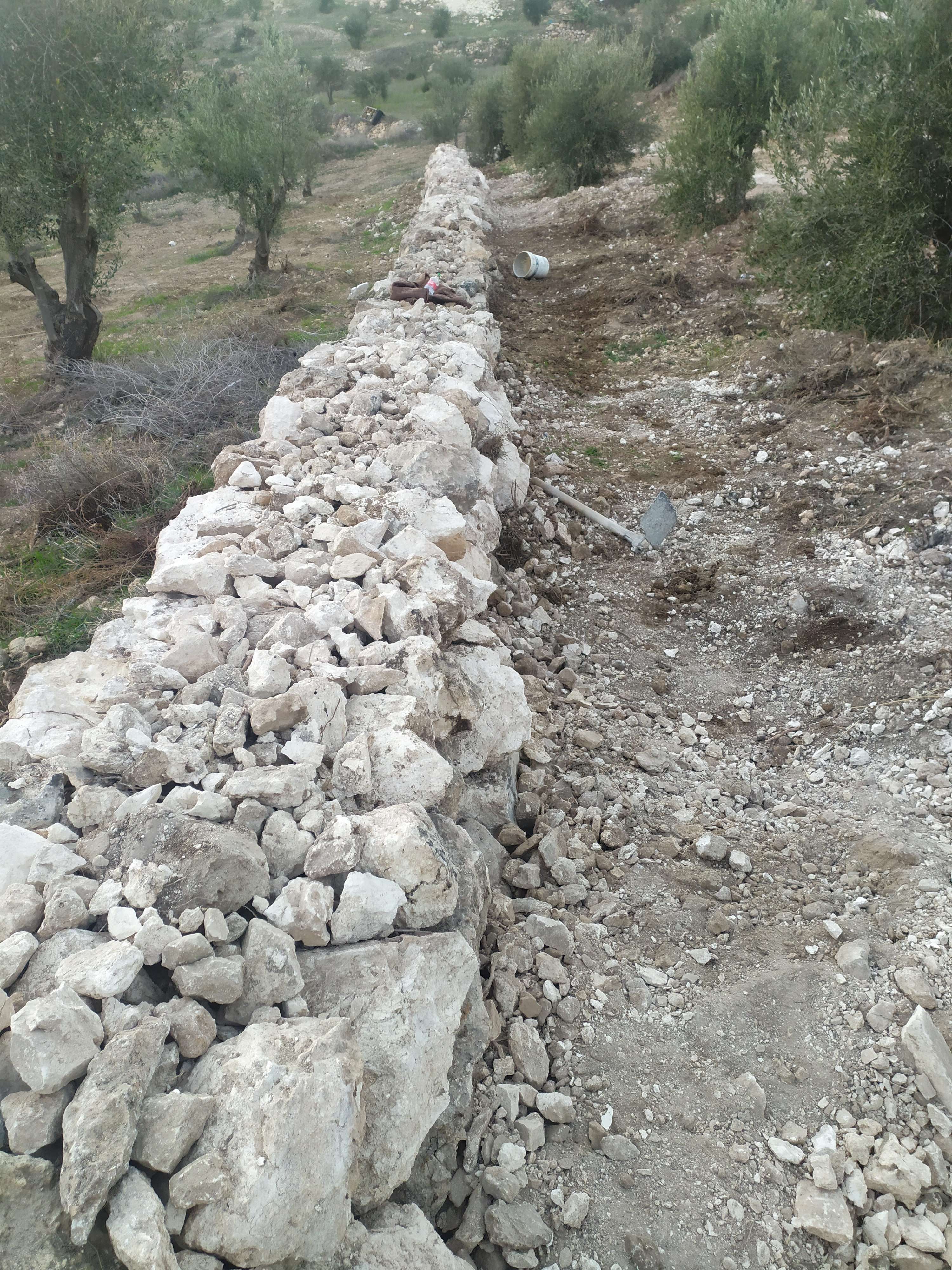
جدار استنادي من الحجارة،لحماية التربة المنحدرة من الانجراف

الجدار الساند أو الجدار الاستنادي يصمم ويُبنى لمقاومة الضغط الجانبي للتربة عندما يكون هناك تغيير في ارتفاع الأرض التي تتجاوز زاوية الراحة للتربة في المنحدرات غير الطبيعية. يُستخدم في المناطق المختلفة التضاريس أو في المناطق التي يحتاج تنسيق الحدائق فيها إلى أن يتشكل بقوة وبطريقة هندسية لأغراض أكثر تحديدا مثل زراعة التلال. وهناك عدة أنواع من الجدران الساندة؛ هي الكابول Cantilever والجاذبية Gravity والصفائح Sheet piling و الراسية Anchored . وبالتالي، فأن جدار السرداب هو أحد أنواع هذه الجدران. ولكن المصطلح يشير عادة إلى الجدار الكابول الناتئ، الذي هو إنشاء قائم بذاته من دون دعم أفقي في قمته.

## أستخدام الجدران الساندة وأهميتها
- جدران ساندة لحفظ التربة من الإنهيار وتستخدم في مجالات الزراعة.

- جدران ساندة لحفظ حواف الطرق والحماية.

- جدران ساندة تستخدم في مجالات البناء.

## وصلات خارجية
- دراسة حالة لجدار استنادي.
- معلومات عن تصميم الجدار الاستنادي.
- معلومات عن نحليل وتصميم الجدران الساندة.
- صور لكل أنواع الجدران الساندة.